# Newropeans
Newropeans was een Europese politieke alliantie. De belangrijkste doelstelling van deze in 2005 opgerichte partij is het democratiseren van de Europese Unie toen het referendum over de Europese grondwet mislukte.
Newropeans werd in januari 2005 opgericht door Franck Biancheri (1961-2012) en deed in 2009 voor het eerst mee aan de Europese Parlementsverkiezingen in Duitsland, Frankrijk en Nederland. In alle drie de landen werden marginale resultaten behaald die te weinig waren voor een zetel. In Nederland stond de partij stond op een lijst met drie kandidaten - Arno Uijlenhoet, Bart Kruitwagen en Veronique Swinkels. Ze kregen 19.840 stemmen (0,4%) wat hun beste resultaat was in de verkiezingen. In totaal kreeg Newropeans 36.871 stemmen, een gemiddelde van 0,1%. In 2012 overleed Biancheri en de partij deed niet mee aan de verkiezingen in 2014. In Nederland schrapte de Kiesraad de naam in september 2014 uit het register.